# Santo Domingo Teojomulco
Santo Domingo Teojomulco là một đô thị thuộc bang Oaxaca, México. Năm 2005, dân số của đô thị này là 3992 người.